# Hormonválasz régió
A hormonválasz régió vagy hormon reszponzív elem egy rövid DNS szakasz a gén promoterén, amely egy specifikus hormonreceptor-komplex kötésével képes a transzkripció szabályozására, ezzel elősegítve (bizonyos esetekben gátolva) a gének átíródását. A bázissorrend leggyakrabban három nukleotid által elválasztott fordítottan ismétlődő DNS-szakasz. Az esetek többségében a hozzá specifikusan kötődő receptor ligandja hatására dimerizálódik, ez a dimer kötődik a hormonválasz régió inverz szekvenciájához. 
Ide tartoznak a szteroid hormonok receptorai, a T3-pajzsmirigyhormon-receptor, a D3-vitamin-receptor illetve a retinsav-receptor.
Transzgenikus állatokban a génexpresszió előidézéséhez használják.